# Sledderlo
Sledderlo is de meest zuidelijk gelegen woonwijk van de Belgische stad Genk in de provincie Limburg. De wijk bestaat uit Oud-Sledderlo en Nieuw-Sledderlo (2700 inwoners). Samen met de nabijgelegen gehucht Terboekt spreekt men van Groot-Sledderlo.

## Oud-Sledderlo
Sledderlo (tegenwoordig gewoonlijk Oud-Sledderlo genoemd) was vanouds een gehucht van Genk. Omdat de omgeving ervan sterk werd verkaveld, door de nabijgelegen en zich sterk uitbreidende stad Genk en dit vooral vanaf de jaren 90 van de 20e eeuw, bleef er van het oude gehucht niet veel over. Vooral aan de Koebaan bleven nog enkele oude langgevelboerderijen bestaan, doch deze werden sterk verbouwd. Ook enkele oude bomen dragen aan dit beeld bij.
Aan de straat die 'Sledderlo' heet, ligt het merendeel van de oorspronkelijke bebouwing. Hier vindt men ook de Sint-Jozefskerk, gebouwd in 1954, de parochiezaal (De Blook) en de wijkschool (De Sleutel).

## Nieuw-Sledderlo
Nieuw-Sledderlo (of Sledderlo-Zuid) is een sociale huisvestingswijk gebouwd in de jaren 70 van de 20e eeuw met ongeveer 750 appartementen en woningen. De wijk werd gebouwd in de dennenbossen op de zuidwestrand van het Kempens Plateau. Ten oosten van deze wijk ligt, op de grens met Zutendaal, de vallei van de Caetsbeek.
De wijk werd aanvankelijk opgezet als een satellietstad, vooral ten behoeve van de vestiging van Ford Genk in 1962. Het aanvankelijke plan omvatte de bouw van 8 à 9.000 woningen. Het aanvankelijke ontwerp was van de hand van stedenbouwkundig bureau Van Embden. De Ford-fabriek was gelegen tegenover Nieuw-Sledderlo, aan de overzijde van het Albertkanaal. De eerste 600 huizen werden dan ook met medewerking van dit bedrijf gebouwd. Later werd de bouw overgenomen door de woningbouwcorporatie Nieuw Dak. Aangezien het privébezit van auto's erg toenam, kwam er van de grootse plannen weinig terecht. Aan een woonwijk op loopafstand van de fabriek bleek geen behoefte meer. Er was een brug over het Albertkanaal van de wijk naar de fabriek, die in 1993, vanwege de kanaalverbreding, werd vervangen door de huidige brug.
Aldus ontstond een geïsoleerde wijk met slechts ongeveer 650 woningen en zonder de noodzakelijke voorzieningen. In plaats van een volwaardige stad te vormen, kwamen er in de wijk vooral armere mensen te wonen die zich de particuliere woningmarkt niet konden veroorloven. In 1991 was 50% van de mensen werkloos en 60% van de mensen had de Turkse of Marokkaanse nationaliteit. Aldus werd de wijk een prooi van stigmatisering door de overige, rijkere Genkenaren die er al spoedig over spraken als Klein Chicago.
Door de bouw van gemeenschapsvoorzieningen, waaronder de grote Yunus Emre-moskee, die geopend werd in 2002, kreeg de wijk allengs meer structuur en samenhang. De Yunus Emre-moskee is een van de grootste moskeeën in België en een belangrijke plaats voor de meer dan 8.000 moslims in Genk.

## Groot-Sledderlo
De wijk Groot-Sledderlo omvat Oud- en Nieuw-Sledderlo en het gehucht Terboekt. In 2010 werd een masterplan opgesteld, dat voorziet in de aanleg van nieuwe woonwijken ringsom, met behoud van een bospark in het centrale deel. Ten westen van de wijk, de meer bosrijke omgeving, ligt het Observatie- en behandelingscentrum Bethanië.

## Verenigingsleven
Het sociale leven speelt zich in Nieuw-Sledderlo vooral af rond de moskee, en in Oud-Sledderlo rond de kerk. Jaarlijks wordt een kinderfeest en de Sledderlofeesten georganiseerd, met kermis en rommelmarkt.

## Bekende inwoners
- Jan Mathijs Winters (1864-1935), priester-dichter, geboren te Sledderlo

## Externe bron
- K. Van Herck en Tom Avermaete: Wonen in welvaart, woningbouw en wooncultuur in Vlaanderen, 1948-1973.
- Masterplan Groot-Sledderlo